# Promecosoma arizonae
Promecosoma arizonae är en skalbaggsart som först beskrevs av George Robert Crotch 1873.  Promecosoma arizonae ingår i släktet Promecosoma och familjen bladbaggar. Inga underarter finns listade i Catalogue of Life.